# 817 (numero)
Ottocentodiciassette (817) è il numero naturale dopo l'816 e prima dell'818.

## Proprietà matematiche
- È un numero dispari.
- È un numero composto con 4 divisori: 1, 19, 43, 817. Poiché la somma dei suoi divisori (escluso il numero stesso) è 63 < 817, è un numero difettivo.
- È un numero semiprimo.
- È un numero omirpimes.
- È un numero esagonale centrato.
- È parte delle terne pitagoriche (744, 817, 1105), (817, 7740, 7783), (817, 17556, 17575), (817, 333744, 333745).
- È un numero odioso.
- È un numero palindromo e un numero ondulante nel sistema di numerazione posizionale a base 24 (1A1).
- È un numero colombiano nel sistema numerico decimale.

## Astronomia
- 817 Annika è un asteroide della fascia principale del sistema solare.
- NGC 817 è una galassia a spirale della costellazione dell'Ariete.

## Astronautica
- Cosmos 817 (vettore Voschod) è un satellite artificiale russo.